# رايت كينغ
رايت كينغ (بالإنجليزية: Wright King)‏ هو ممثل أمريكي، ولد في 11 يناير 1923 في الولايات المتحدة، وتوفي بنفس المكان في 25 نوفمبر 2018.

## وصلات خارجية
- رايت كينغ على موقع IMDb (الإنجليزية)
- رايت كينغ على موقع روتن توميتوز (الإنجليزية)
- رايت كينغ على موقع تيرنر كلاسيك موفيز (الإنجليزية)
- رايت كينغ على موقع أول موفي (الإنجليزية)
- رايت كينغ على موقع قاعدة بيانات برودواي على الإنترنت (الإنجليزية)
- رايت كينغ على موقع إن إن دي بي (الإنجليزية)
- رايت كينغ على موقع قاعدة بيانات الفيلم (الإنجليزية)